# Eugenie Scott
Eugenie Carol Scott (24 ottobre 1945) è un'antropologa statunitense, si occupa principalmente di antropologia fisica ed è una delle voci più critiche circa l'insegnamento del creazionismo nelle scuole.

## Biografia
Eugenie Scott è stata direttore esecutivo del Centro Nazionale per l'educazione scientifica, associazione senza scopo di lucro pro-evoluzione. Ha conseguito un dottorato di ricerca in antropologia biologica presso l'Università del Missouri. 
La Scott è riconosciuta a livello nazionale come un sostenitore della separazione Chiesa / Stato e fa parte del National Advisory Council of Americans United for Separation of Church and State.
Scott si definisce atea, ma non esclude l'importanza della spiritualità. Nel 2003 è stata uno dei firmatari del terzo manifesto umanista, Humanism and Its Aspirations. Nel 2012 è stata insignita del Richard Dawkins Award, premio assegnato dalla Richard Dawkins Foundation "per onorare un eminente ateo, i cui contributi hanno innalzato la consapevolezza pubblica della filosofia di vita nonteista".